# 烏特卡河
烏特卡河（烏克蘭語：Утка），是烏克蘭的河流，位於該國西部赫梅利尼茨基州，屬於戈倫河的右支流，發源自卡緬卡東北面，河道全長16公里，流域面積116平方公里。